# Nebojša Radmanović
Nebojša Radmanović (serbiska: Небојша Радмановић), född 1 oktober 1949 i Gračanica, Federationen Bosnien och Hercegovina i Bosnien och Hercegovina (dåvarande Folkrepubliken Bosnien och Hercegovina i Folkrepubliken Jugoslavien), är en bosnienserbisk politiker.